# 訂閱
訂閱（英語：Subscription）是一種商業模式，顧客需要定期支付指定的費用以獲取商品及服務。此模式早於17世紀已見初型，當時書籍和期刊的出版商通過類似的模式收費，現時已經成為出版業、商業及網站收費內容的常態。第三产业也存在这种模式，例如在YouTube，用戶訂閱頻道主（內容創作者）的頻道為免費，但頻道主在獲得若干數量的訂閱者可獲得相應的獎勵，頻道主也可開啟「會員」功能讓用戶付費加入，提供加值服務。常見的訂閱有影音訂閱（如YouTube Premium 、Spotify）、新聞媒體訂閱、內容知識訂閱（如微信公众号、YouTube频道会员）、軟體訂閱（如Microsoft 365）、汽車訂閱（如CELEX、iRent）。

## 訂閱服務
以下列出了典型的订阅服务。

### OTT服務
- YouTube Premium
- Netflix
- Disney+
- Apple TV+
- Spotify
- SoundCloud
- Apple Music

### 電子遊戲
- Xbox Game Pass
- PlayStation Plus
- EA Play
- 任天堂Switch Online
- Ubisoft+

### 软件订阅
- Microsoft 365
- Adobe Creative Cloud
- Cinema 4D

### 新闻媒体、报纸杂志订阅
- 纽约时报
- 华尔街日报
- 时代周刊
- 福布斯

### 众筹平台
- Patreon

## 另見
- 租賃